# Asambleas de Dios
Las Asambleas de Dios (en inglés: Assemblies of God) o la Fraternidad Mundial de las Asambleas de Dios son una asociación cristiana evangélica internacional de iglesias pentecostales. Según un censo de 2022, contaba con 367 398 iglesias y más de 53 millones de miembros en todo el mundo.
Pertenecen a la asociación nacional de iglesias evangélicas de sus respectivos países o regiones y a la Fraternidad Mundial Pentecostal (Pentecostal World Fellowship en inglés). Sin embargo, desaprueban el ecumenismo con organizaciones religiosas contrarias a su declaración de fe y no están afiliadas al Consejo Mundial de Iglesias.

## Historia

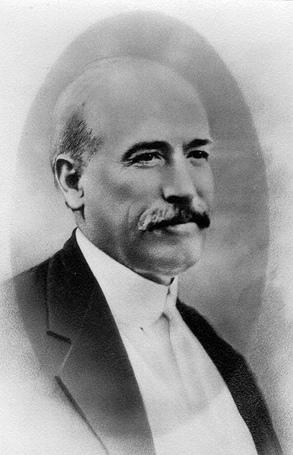
E.N. Bell, primer superintendente de las Asambleas de Dios.

Luego del reavivamiento de la Calle Azusa de 1906 dirigido por el Pastor Afroamericano William J. Seymour  en Los Ángeles, California, el pentecostalismo clásico se comenzó a extender por distintas localidades y países del mundo. En 1910, en Estados Unidos ya se habían creado dos grandes organizaciones pentecostales, las cuales eran dirigidas en Texas y Arkansas por el exministro metodista E.N. Bell, y en Alabama y Misisipi por H.A Gross.
Bell era además editor del periódico cristiano La Fe Apostólica, luego llamado Palabra y Testimonio, en donde publicaba diversos testimonios de pentecostales. Dado el creciente número de creyentes en la doctrina del bautismo en el Espíritu Santo, decidió unificarlos con el fin de que tuvieran derechos sobre las propiedades en donde estaban levantando sus templos, evitándose problemas con otras organizaciones religiosas históricas. A partir de 1911, muchos ministros blancos afiliados a la Iglesia de Dios en Cristo expresaron su descontento con el liderazgo afroamericano. En 1913, 353 ministros blancos formaron una nueva iglesia, que dio sus propias credenciales, aunque todavía usaba el mismo nombre (Iglesia de Dios en Cristo). Sin embargo, entre 1913 y 1914, muchos grupos pentecostales tuvieron controversias doctrinales con respecto a la Santísima Trinidad y en cuanto al nombre de quién o de quiénes debía efectuarse el bautismo en agua. Por consiguiente, en 1914, después de grandes debates los grupos decidieron separarse y formar organizaciones afines a sus creencias. Bell, contrario a los pentecostales unicitarios, fue uno de los pastores que optaron por continuar con la doctrina de la Santísima Trinidad. El 20 de diciembre de 1913, convocó a todas las iglesias pentecostales trinitarias a un concilio con el fin de organizarse mejor.

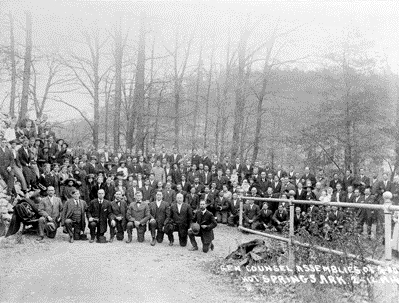
Primer Concilio de las Asambleas de Dios, celebrado en 1914 en Hot Springs.

El grupo de ministros blancos liderados por el pastor E.N. Bell se reunió en el primer Concilio General de las Asambleas de Dios, entre el 2 y el 7 de abril de 1914 en la ciudad estadounidense de Hot Springs, Arkansas. Asistieron una mayoría de ministros pentecostales supremacistas blancos, aunque asistió el fundador de la Iglesia de Dios en Cristo. Sus ministros fundadores se separaron de la Iglesia de Dios en Cristo en desacuerdo con la supervisión de las poblaciones minoritarias. También participaron extranjeros y los ministros M.N. Pinson, A.P. Hollins, H.A. Gross y D.C. Operman.
En dicho concilio se eligió a Bell como presidente y a J. Roswell Flower como secretario. Se adoptó el nombre de «Asambleas de Dios» propuesto por el evangelista K. Leonard, quien junto a otros ministros se adhirió al movimiento y además ofreció a la organización su imprenta y escuela en Findlay, Ohio. Además establecieron algunos lineamientos organizacionales y promulgaron una declaración que establecía el principio de soberanía de cada iglesia local.
El segundo concilio general se realizó en noviembre del mismo año, esta vez en la ciudad de Chicago. Allí la organización oficializó la Biblia como su regla de fe y conducta, permitiendo a cada ministro desarrollar sus propias interpretaciones.
Dada la creciente influencia de la doctrina de la Unicidad de Dios en el movimiento pentecostal, las Asambleas de Dios decidieron organizar un tercer concilio general, en el otoño de 1916, en la ciudad de San Luis, Misuri. Los líderes de la organización, junto a varios ministros, redactaron la por ellos denominada «Declaración de Verdades Fundamentales» o «Declaración de Fe», un documento donde exponían sus creencias, poniendo énfasis en la doctrina de la Santísima Trinidad. Esto provocó la afiliación de varias iglesias hasta entonces independientes, pero también la separación de las iglesias pentecostales unicitarias, las cuales formaron otras denominaciones, tales como la Iglesia Pentecostal Unida.
A partir de entonces, las Asambleas de Dios se comenzaron a establecer en otros estados y condados de Estados Unidos. Otros miembros de México, Brasil y algunas regiones de Europa decidieron regresar a sus países de origen para predicar las doctrinas de las Asambleas de Dios. Para 1918, las iglesias de las Asambleas de Dios de habla hispana ya se habían extendido a Texas, California, Colorado, Nuevo México y Nueva York, así como a países latinos como Cuba, Puerto Rico, El Salvador, Guatemala y México.
Incorporada durante la segregación racial Segregación racial vigente en el Sur de Estados Unidos, la Iglesia prohibió la ordenación de ministros afroamericanos de 1939 a 1962. Los afroamericanos que buscaban la ordenación eran remitidos a la Iglesia de Dios en Cristo. 
En 1988, por iniciativa del Dr. Philip Hogan, las distintas organizaciones nacionales de las Asambleas de Dios se unieron para conformar la Fraternidad Mundial de las Asambleas de Dios Pentecostales, cuyo objetivo inicial fue coordinar la evangelización, pero pronto se convirtió en un organismo permanente de interrelación entre las distintas instituciones. Hogan, quien por entonces era director de las Misiones Foráneas de las Asambleas de Dios de Estados Unidos, se convirtió en el primer presidente de la Fraternidad, ejerciendo hasta 1992, año en que asumió el Rev. surcoreano David Yonggi Cho. En 1993 el nombre de la fraternidad cambió por el de Fraternidad Mundial de las Asambleas de Dios.

## Estadísticas
Según un censo de la asociación de iglesias, en 2022 tiene 367 398 iglesias y 53 700 000 miembros en todo el mundo.

## Creencias

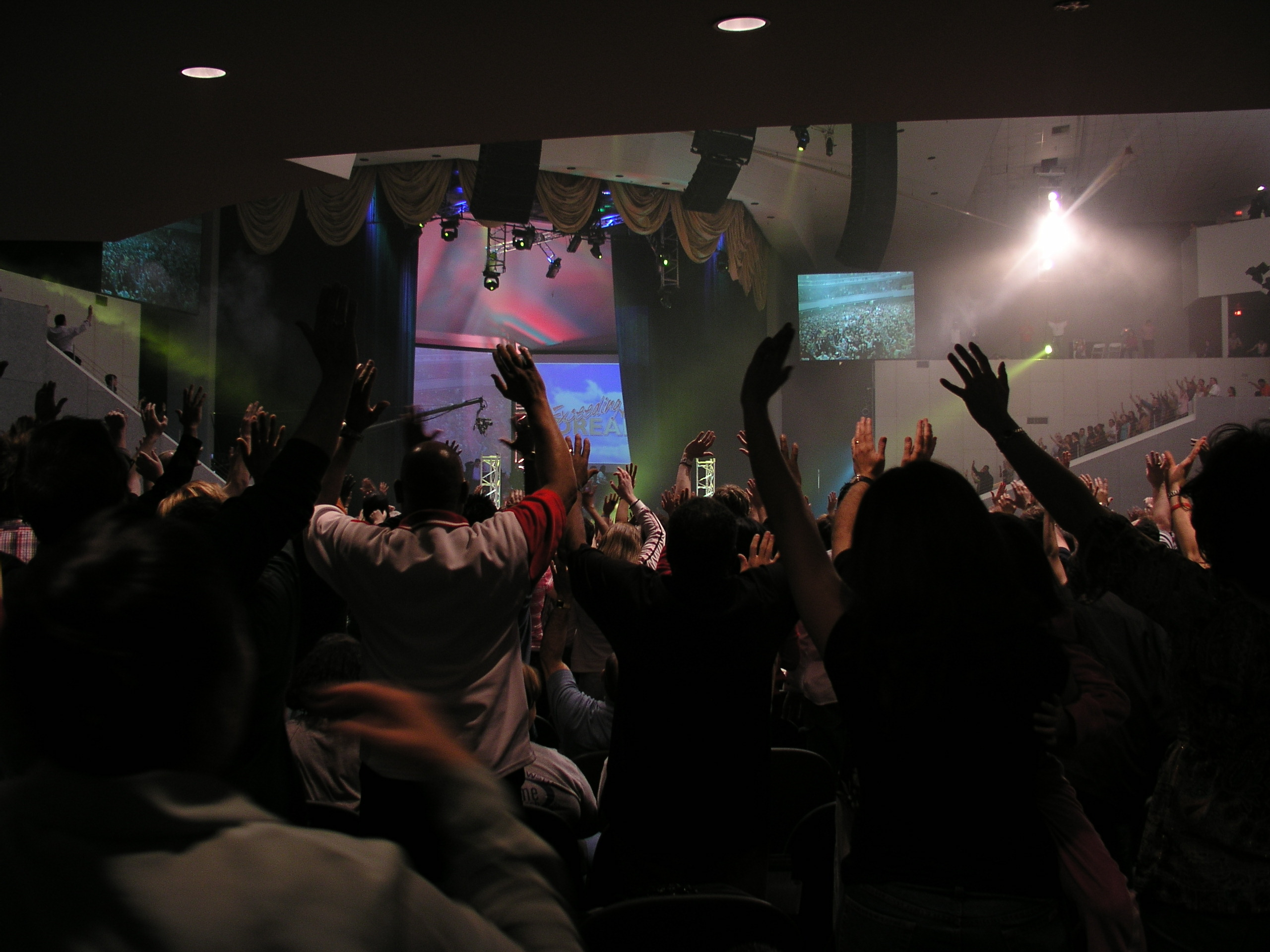
Servicio en Dream City Church, afiliada a las Asambleas de Dios, en 2010, en Phoenix, Estados Unidos.

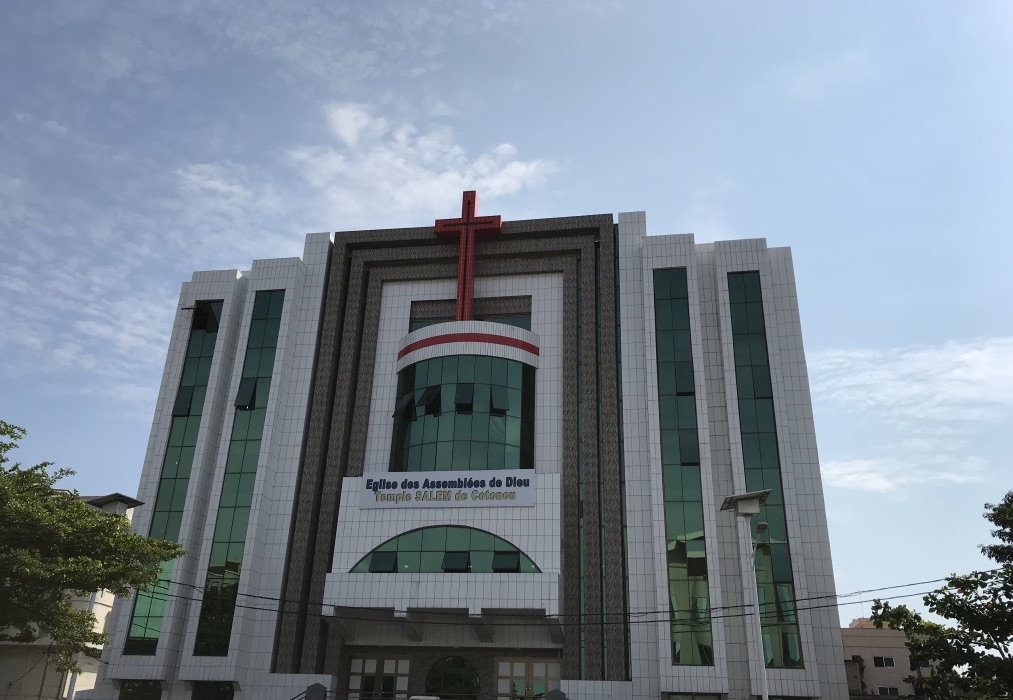
Templo Salem de Cotonú, afiliado a las Asambleas de Dios, en Cotonú, en Benín, 2018.

Las Asambleas de Dios de cada país tienen una comisión de «Doctrina y Asuntos Teológicos», cuyos miembros, amparados en su propia interpretación de la Biblia, definen la postura de la iglesia nacional sobre diversos temas teológicos, políticos, sociales y conductuales. Esta organización se enmarca dentro del pentecostalismo clásico y sus miembros se definen a sí mismos como protestantes, evangélicos y pentecostales.    
En general, las Asambleas de Dios se declaran en contra del machismo, si bien algunas iglesias tienen restricciones en cuanto a la vestimenta y hacen importantes distinciones de género. Adicionalmente, tienen iniciativas de integración y evangelización especial para las personas con capacidades diferentes.
Por otra parte, no aceptan las parejas de hecho ni los divorcios, salvo por causas de adulterio o abandono, y sólo algunas iglesias permiten segundas nupcias, exclusivamente por razones de viudez. Estas personas divorciadas y vueltas a casar difícilmente podrán afiliarse al movimiento, ni menos asumir puestos de pastores y diáconos, con la excepción de que se hayan divorciado antes de su conversión al cristianismo, por alguna de las razones antes mencionadas. Las Asambleas de Dios consideran como pecados las relaciones sexuales prematrimoniales y extramatrimoniales, la homosexualidad, la transexualidad y en general cualquier otro tipo de orientación sexual y/o identidad de género, el aborto en casi cualquiera de sus maneras, excepto tratándose de un aborto espontáneo, la eutanasia, la clonación y la investigación biomédica de las células madre, el consumo de alcohol y los juegos de apuestas. El incumplimiento de estas normas disciplinarias, más otras faltas, puede conllevar a sanciones específicas y bien estipuladas por las iglesias, que pueden variar entre el apercibimiento, la amonestación, suspensión o expulsión.
En cuanto a sus creencias religiosas, las Asambleas de Dios se declaran en contra de ciertas posiciones más extremas, como las neopentecostales. Rechazan los autoritarismos ejercidos por los llamados «apóstoles» y «profetas» de otras denominaciones pentecostales; para ellos, estos no son cargos oficiales ni menos divinidades, sino una manera de referirse a aquellas personas que ejercen funciones evangelizadoras significativas. Tampoco están de acuerdo con el excesivo uso de la imposición de manos ni con otras prácticas de efervescencia devocional como mecanismos para buscar los llamados dones del Espíritu Santo; reprueban las libres interpretaciones de la Biblia que llevan a consideraciones que no están explícitamente escritas en ella, y creen que solo sus textos originales son del todo veraces y confiables. Por otra parte, si bien creen en la posesión demoníaca, no se obsesionan con esta idea y consideran que los protestantes fieles no pueden ser poseídos de esta manera.

## Culto

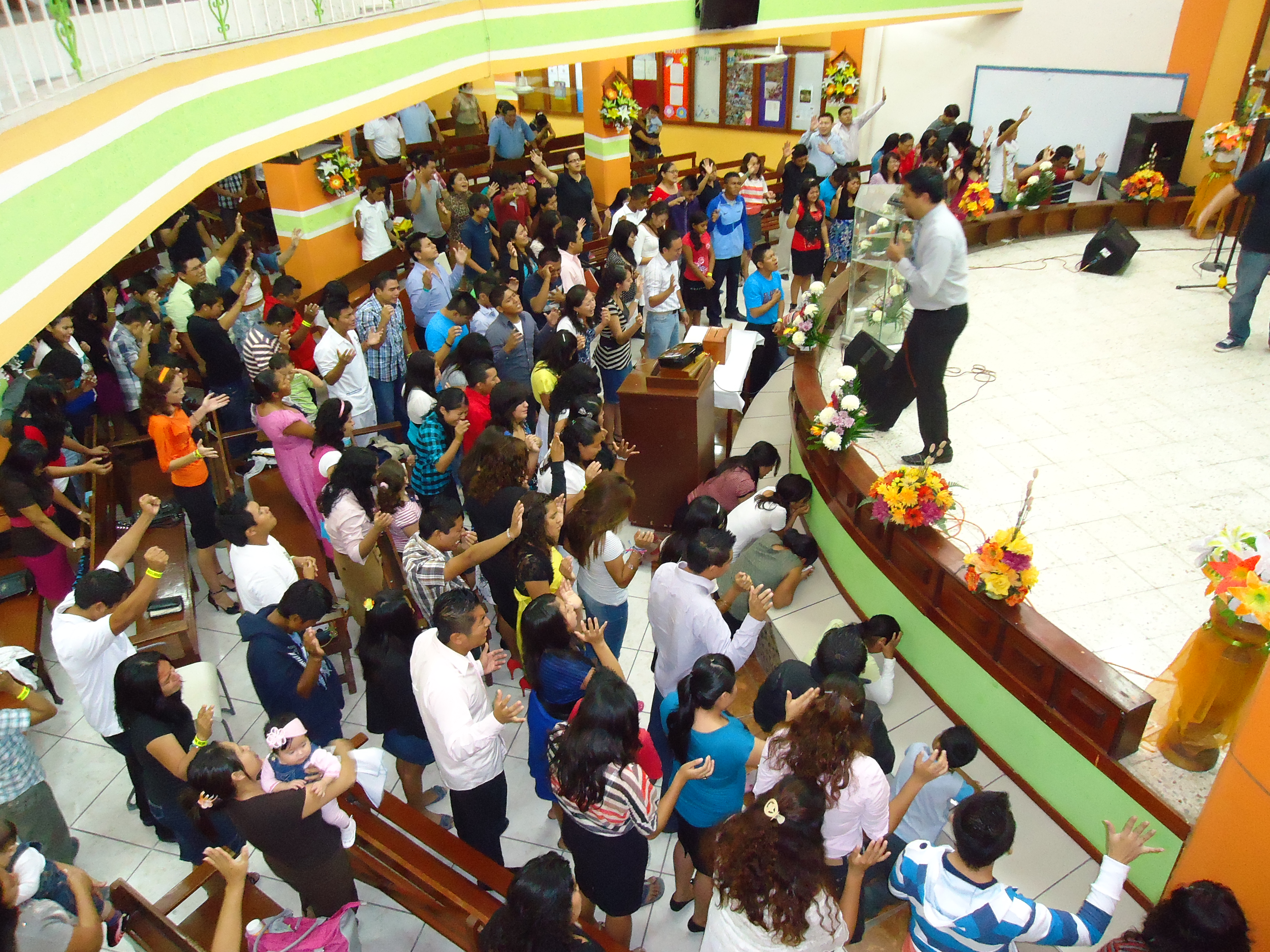
Jóvenes en el Centro de Fe Emanuel AD, Cancún. Como pentecostales, oran con las manos alzadas y reciben el don de lenguas.

El servicio de las iglesias pertenecientes a las Asambleas de Dios puede variar de acuerdo al lugar, por la cultura y recursos que tenga cada iglesia. Sin embargo, en muchas de las iglesias latinoamericanas y estadounidenses se celebran reuniones similares que incluyen sesiones de oración, lectura y predicación de la Biblia, música, recolección de ofrendas e interacciones directas entre el pastor y sus feligreses. En muchas se organizan también escuelas dominicales para el estudio personalizado de la Biblia, sesiones litúrgicas para niños, bautismos en agua, primicias, presentaciones de niños a los que no se les bautiza pero sí se ora por ellos, ceremonias de bodas, celebraciones de cumpleaños, graduaciones de pastores de los institutos bíblicos y celebraciones de fechas relevantes, como la Navidad o el Año Nuevo.

## Organización

### Organización internacional

La bandera cristiana forma, como el escudo, uno de los emblemas de las Asambleas de Dios. Suelen jurarle lealtad, de modo análogo a la Biblia y a la bandera nacional.

La Fraternidad Mundial de las Asambleas de Dios agrupa a los concilios nacionales de cada país, cada uno de ellos liderado por un Superintendente General. Es exclusivamente consultiva, no normativa ni jurisdiccional, e interviene únicamente en los asuntos más relevantes para la organización. Sus presidentes han sido los siguientes:
| Presidente            | Período         |
| --------------------- | --------------- |
| Dr. Philip Hogan      | 1988-1992       |
| Rev. David Yonggi Cho | 1992-2000       |
| Thomas E. Trask       | 2000-2008       |
| Rev. George O. Wood   | 2008-actualidad |

Los cargos restantes desde 2011 son los siguientes:
- Vicepresidente: Rev. D. Mohan (Superintendente General de las Asambleas de Dios de India).
- Secretario: Rev. Lazarus Chakwera (Superintendente General de las Asambleas de Dios en Malaui).
- Presidente de la Agencia de Auxilio y Desarrollo de las Asambleas de Dios en el Mundo (WAGRA):[nota 3] Rev. Tito Poon (Superintendente General de Hong Kong).

En Latinoamérica, las Asambleas de Dios tienen una organización que une a los superintendentes de las iglesias nacionales de habla hispana llamada Consejo de Ejecutivos de las Asambleas de Dios (CELAD).

### Organización nacional

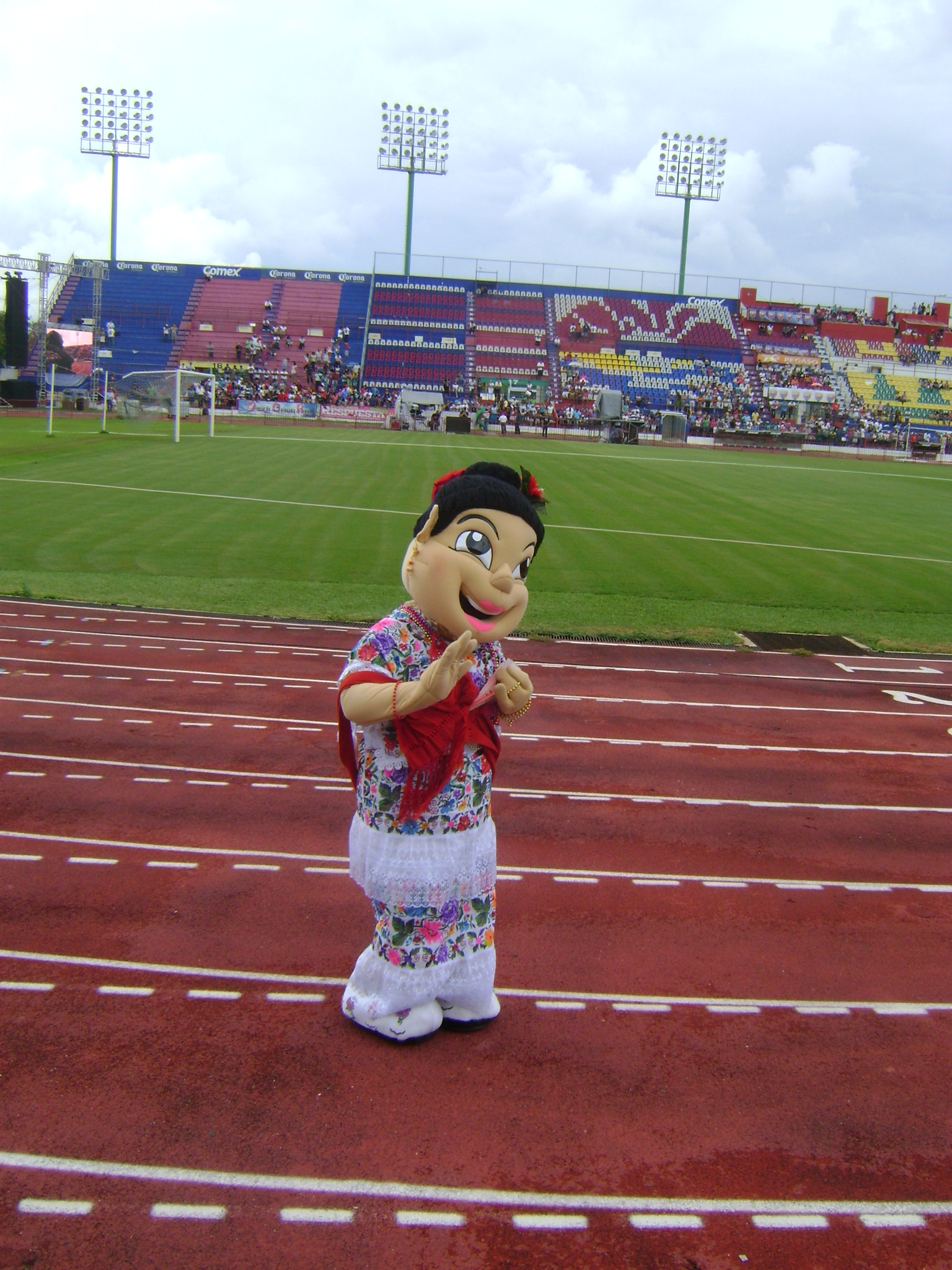
Botarga de Mestiza de Yucatán en el Congreso Juvenil de las Asambleas de Dios 2010 México celebrado en Cancún.

En cada país las iglesias de las Asambleas de Dios son representadas por un Concilio General o Concilio Nacional, denominado así por las sesiones de la corporación y que normalmente se divide en distritos, regiones y secciones o zonas.
La Directiva General de las Asambleas de Dios de cada país está conformada por los siguientes cargos:
- Superintendente general: encargado de realizar planes de regulación anuales; es elegido en las asambleas conciliares, celebradas normalmente cada dos años.
- Secretario general: encargado de presidir todas las juntas del Concilio, así como de llevar las minutas de las mismas.
- Tesorero general: encargado de llevar la contabilidad del Concilio y hacer los presupuestos para los planes reguladores.
- Superintendentes Adjuntos o Ejecutivos de Zonas: ayudan al Superintendente General a dirigir las zonas en las cuales están divididos los distritos. Cada Superintendente Adjunto organiza un determinado grupo de distritos.

La Directiva Distrital está conformada por:
- Superintendente Distrital: encargado de administrar las iglesias locales pertenecientes a sus distritos, así como de guiar a sus ministros o pastores. Controla los inventarios de bienes del Concilio e interviene en caso de dificultades que haya en las iglesias locales que lo soliciten.
- Secretario Distrital: encargado de llevar el archivo de los bienes del Concilio y la correspondencia de su competencia, entre otras actividades.
- Tesorero Distrital: encargado de llevar las finanzas del distrito correspondiente.

Finalmente, el Presbítero de Región y la Presidencia de Sección está conformada por:
- Presidente de Región: encargado de visitar la región en forma programada, presidir las elecciones pastorales en las iglesias locales y soberanizar iglesias y ceremonias según se le solicite.
- Secretario-Tesorero de Región: encargado de ayudar a las finanzas y minutas de las reuniones regionales.
- Presidente de Sección: encargado de realizar actividades y administrar las iglesias locales de su sección.
- Secretario-Tesorero de Sección: encargado de apoyar al presidente en la ejecución de sus actividades.

### Organización local

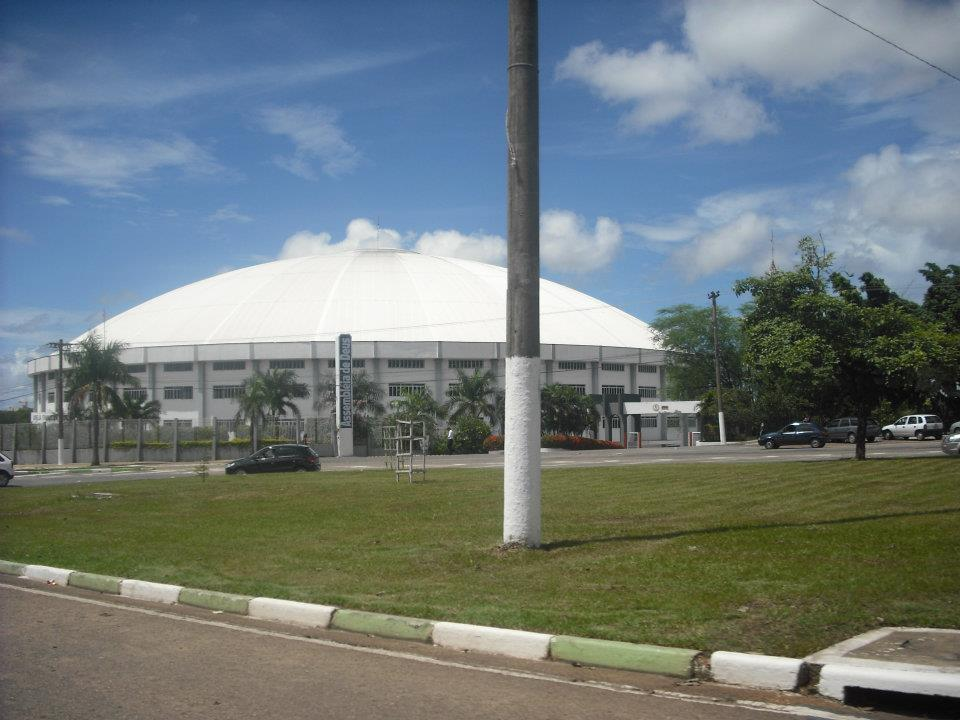
La Igreja Evangélica da Assembleia de Deus en la ciudad brasileña de Cuiabá, Mato Grosso, tiene una capacidad para 22 000 personas sentadas.

Cada iglesia local pertenece oficialmente a un Concilio y es congregacional, representativa e independiente de las demás, si bien se promueve una relación cooperativa con las demás. Cuando una iglesia de altos ingresos se establece en una región muy poblada, puede crear «misiones», pequeñas iglesias situadas a no menos de un kilómetro de distancia, que dependen estrictamente de ella hasta que logran independizarse, luego de alcanzar un mínimo de diez familias comprometidas con su desarrollo y crecimiento.
Las iglesias locales únicamente rinden informes ante las Asambleas de Dios. La soberanización de las iglesias debe ser precedida por los Superintendentes de Distrito o por el presidente de Región. Sus derechos son los siguientes:
- Prescindir, nominar y elegir a su pastor, previa justificación de las circunstancias y aprobación de sus líderes distritales.
- Elegir a sus diáconos y presidentes departamentales, así como elaborar sus propios planes de trabajo.
- Disciplinar a sus miembros según el reglamento de la iglesia local.
- Realizar asambleas plenarias y sesiones de negocios con los líderes departamentales y diáconos.
- Sugerir cambios o iniciativas al presbiterio distrital o general y ampliar sus reglamentos.
- Enviar delegados a la Asamblea Conciliar o Convenciones de Distrito.
- Administrar sus finanzas de acuerdo con los estatutos de las Asambleas de Dios.

Las autoridades de cada iglesia local deben estar bautizadas de acuerdo con la doctrina del Bautismo en el Espíritu Santo. El Cuerpo Ejecutivo de cada iglesia está conformado en general por los siguientes cargos:

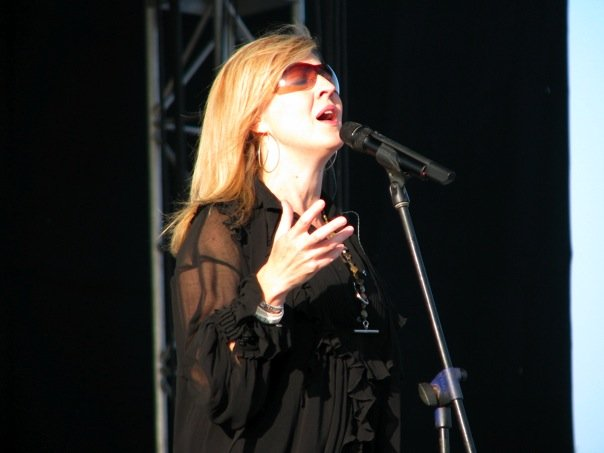
Darlene Zschech quien fue líder de alabanzas del grupo Hillsong, considerado como pionero en la adoración moderna. En las Asambleas de Dios, las mujeres también pueden ser ministros y pastores.

- Pastor titular, a veces llamado ministro de culto, presbítero o reverendo: es la máxima autoridad de la iglesia. Trabaja a tiempo completo y en general de manera permanente hasta su eventual renuncia. Solo puede ser reemplazado en casos excepcionales, por elección del presbiterio regional y distrital, o bien en ciertos casos como sugerencia de los miembros de la iglesia. Un pastor o ministro activo recién graduado de un instituto bíblico se denomina iniciado o autorizado; luego de un año de actividad, o bien luego de tres años en activo sin haber cursado un instituto bíblico, obtienen una credencial de ministro aprobado o distrital; tras cuatro años de actividad como ministro aprobado, pasan a ser ministros licenciados; y dos años después se convierten en ministros plenos y ordenados.[26]
- Secretario general: elegido en una asamblea plenaria al final del año para comenzar sus funciones a inicios del año siguiente. Debe tener el Bautismo en el Espíritu Santo.
- Tesorero general: elegido en una asamblea plenaria anual, controla las finanzas y el ingreso de diezmos y ofrendas.
- Diáconos: elegidos en una asamblea plenaria anual, deben ser mayores de veinte años y apoyar al pastor en sus proyectos. Su número es establecido por la asamblea, según sus necesidades.

La denominada Junta Administrativa de Gobierno está conformada por este cuerpo ejecutivo, junto con los presidentes, vicepresidentes, secretarios y tesoreros de las sociedades y departamentos de la iglesia, más los líderes de los distintos ministerios o células. A petición del pastor titular, también pueden establecerse pastores asociados, como asistentes acreditados por las Asambleas de Dios.
Los feligreses, a su vez, se clasifican de la siguiente manera:
- Miembros catecúmenos: personas recién llegadas, sin instrucción bíblica.
- Miembros honorarios: niños, adolescentes y adultos que asisten regularmente pero no están bautizados en agua.
- Miembros pasivos: creyentes bautizados en agua que no cumplen el reglamento de la iglesia local, o miembros de otra asamblea que no tienen una carta de traslado.
- Miembros activos: creyentes bautizados en agua menores de 18 años que cumplen el reglamento de la iglesia local.
- Miembros en plena comunión: creyentes bautizados en agua mayores de 18 años que cumplen con el reglamento de la iglesia local.

#### Modelos organizacionales
Las iglesias o asambleas locales pueden organizarse en sociedades y departamentos, en ministerios o en células. Entre las sociedades se encuentran:

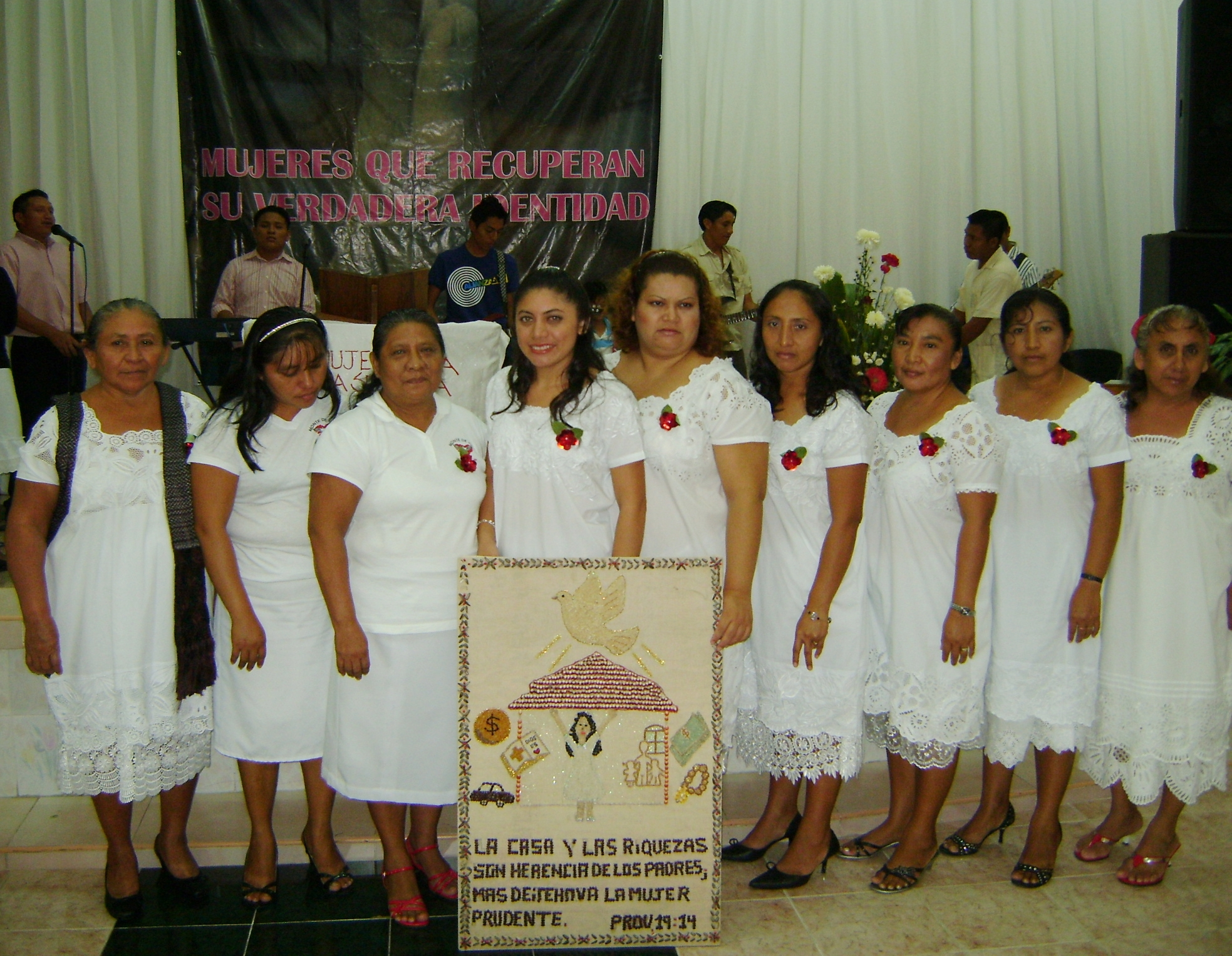
Miembros de la Sociedad de Damas del Templo Monte de Sion de las Asambleas de Dios en Cancún (Quintana Roo).

- Sociedad de Varones: para hombres casados.
- Sociedad de Damas: para mujeres casadas.
- Sociedad de Jóvenes o Embajadores de Cristo: para jóvenes solteros de ambos sexos.
- Sociedad Infantil: para niños de hasta 12 años.
- Sociedad de Exploradores del Rey: para niños y adolescentes desde 5 hasta 17 años.
- Sociedad de Misioneritas: para niñas y adolescentes mujeres entre los 5 y 17 años.
- Sociedad de Castillo del Rey: para adolescentes enfocados a misiones (ICRAD= Iglesia Castillo del Rey de las Asambleas de Dios / King´s castle)

En cuanto a los departamentos, se encuentran:
- Departamento de Escuela dominical: de enseñanza bíblica y religión.
- Departamento de Evangelismo y Misiones: de planificación y apoyo financiero de viajes misioneros.
- Departamento de Educación Cristiana: agrupa a los dos anteriores para realizar cursos de capacitación para los evangelizadores y maestros.
- Otros departamentos: de uso específico para cada iglesia, como los departamentos de Escuela Bíblica de Vacaciones (EBDV), departamentos de pro-construcción, para eventos especiales, entre otros.

En el modelo de ministerios, es el pastor quien elige a sus respectivos líderes. Pueden existir ministerios específicos para misiones, evangelismo, visitas, labor social, educación, alabanza, finanzas, administración o actividades especiales, entre otros.
El modelo de las células consiste en realizar las reuniones de los feligreses en las casas de los líderes de célula, en vez de hacerlo en el templo, durante días específicos que pueden ser dos días a la semana. Las células se van creando por zonas en donde se encuentran varias familias de creyentes y celebran los servicios con un formato similar al que se realiza en el templo. Los líderes de las células son elegidos por el pastor y reciben capacitaciones para administrar a su célula. En ocasiones se hacen reuniones masivas, denominadas «concentraciones», entre todos los miembros de las células de una iglesia.

#### Financiamiento

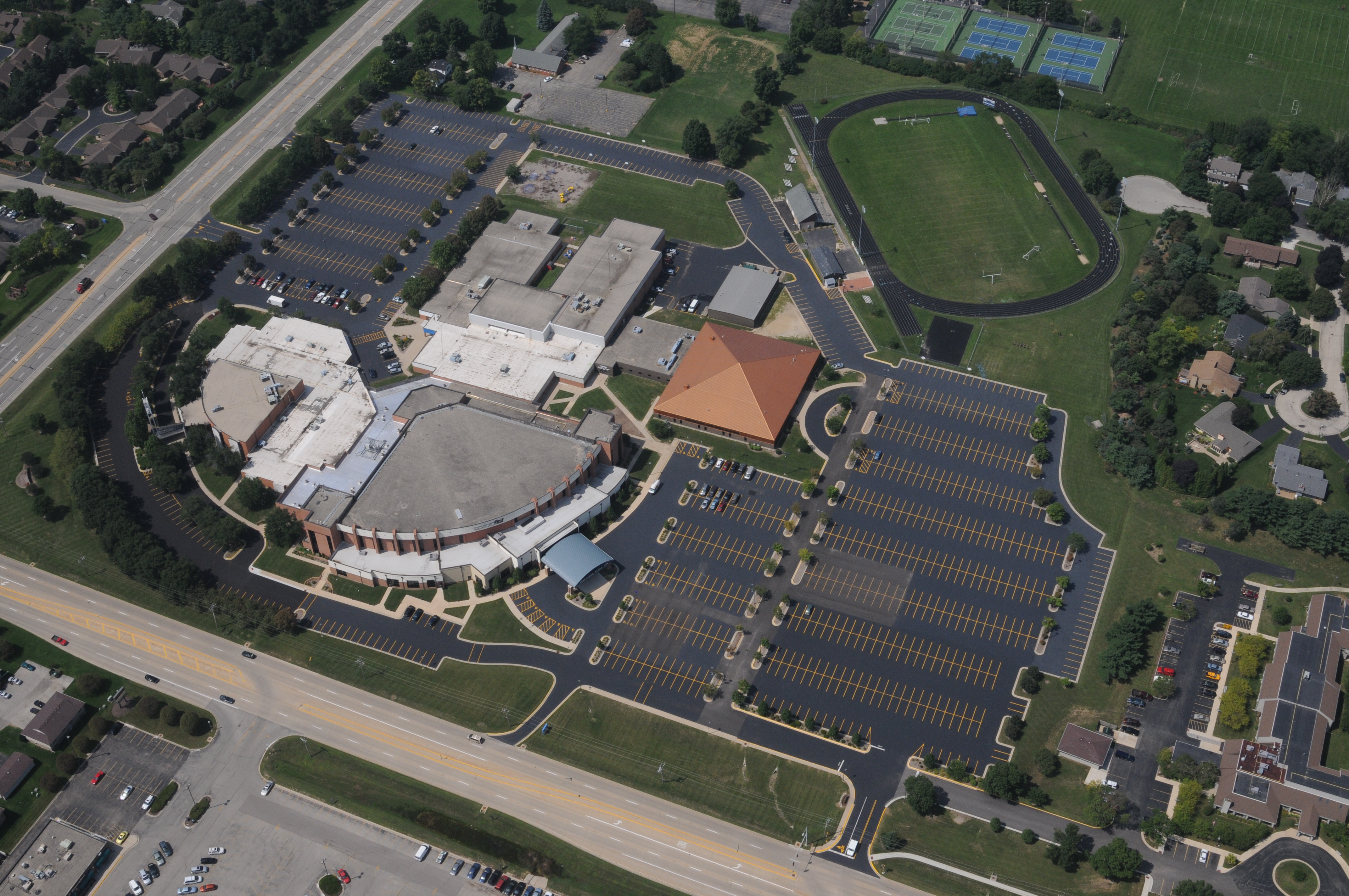
Vista aérea de la megaiglesia Rockford First Church de las Asambleas de Dios en Rockford, Illinois, en 2010.

Las iglesias poseen distintas fuentes de financiamiento:
- Los diezmos: los miembros bautizados en agua y que poseen un empleo deben pagar a la iglesia a la que pertenecen mensualmente el 10% de su sueldo. Existen fundamentalmente dos tipos de sistemas de pago de diezmos:
  - Sistema diezmal: el dinero es administrado por el pastor de la iglesia con total independencia; éste, a su vez, debe pagar el 10% de su propio sueldo al presbiterio distrital. Este sistema no es aprobado en Estados Unidos, pero se utiliza, por ejemplo, en regiones de México.[3]
  - Sistema alfolí: el dinero es administrado por la tesorería de la iglesia. El 10% de diezmos y ofrendas se destina al distrito, el pastor recibe un sueldo y el resto del dinero se destina al ministerio activo y otras actividades exclusivamente destinadas a la evangelización o la iglesia. Este dinero no se puede utilizar en caridad, en construcción de iglesias ni en ningún otro propósito. La rendición de cuentas se realiza en cada asamblea plenaria.[3]
- Ofrendas: primicias o aportaciones voluntarias de dinero que hacen los feligreses durante las reuniones. Estos fondos se dedican para el mantenimiento del templo. En ocasiones se hacen recolecciones especiales para los ministros o miembros específicos.
- Talentos: recolecciones mediante venta de productos elaborados por los feligreses, tales como alimentos, manualidades u otros, en ocasiones ofrecidos en tianguis. Estos dineros se invierten en los departamentos o ministerios.
- Donativos: donaciones de otras instituciones, personas físicas o iglesias extranjeras. Usualmente son terrenos o efectivo que es destinado para la construcción o mejoramiento de templos.

## Eventos e instituciones de evangelización

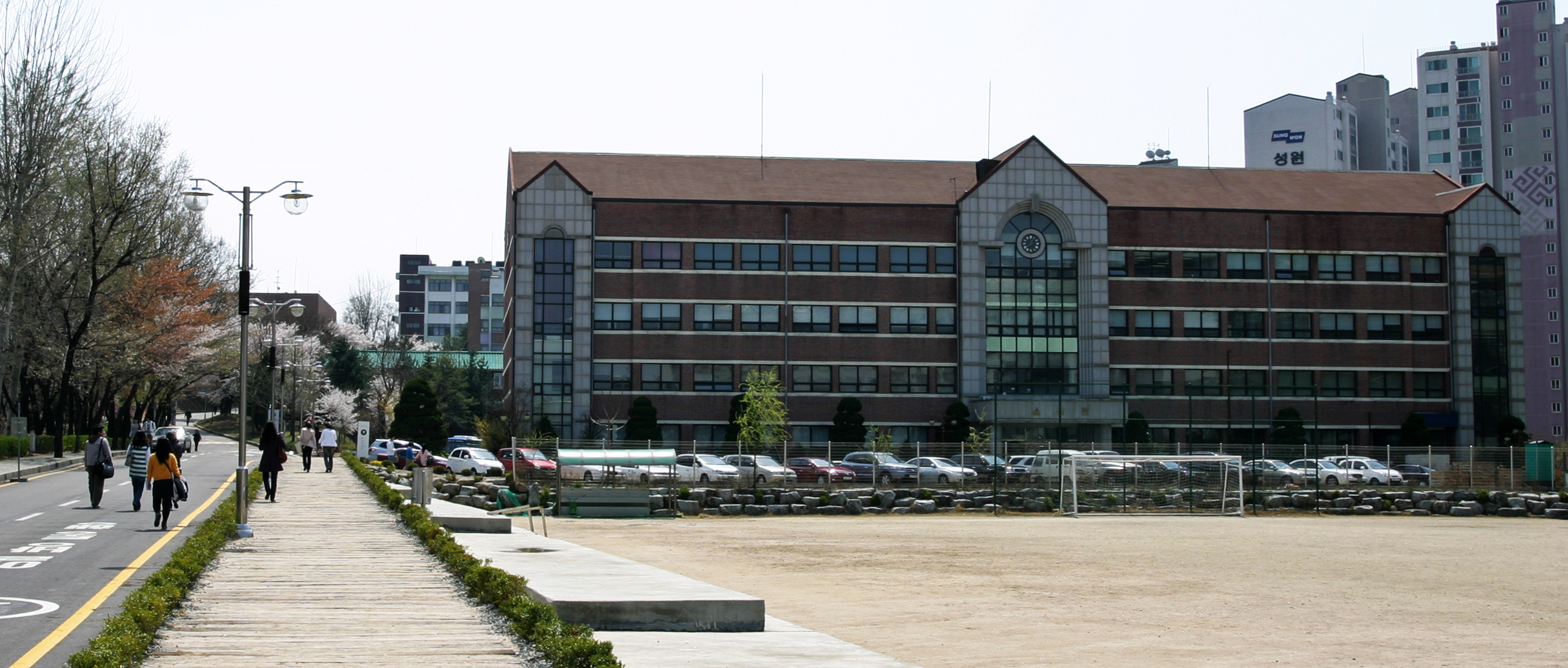
Campus de la Universidad de Hansei en Gunpo, Corea del Sur, afiliada a la Iglesia del Evangelio Pleno de Yoido.

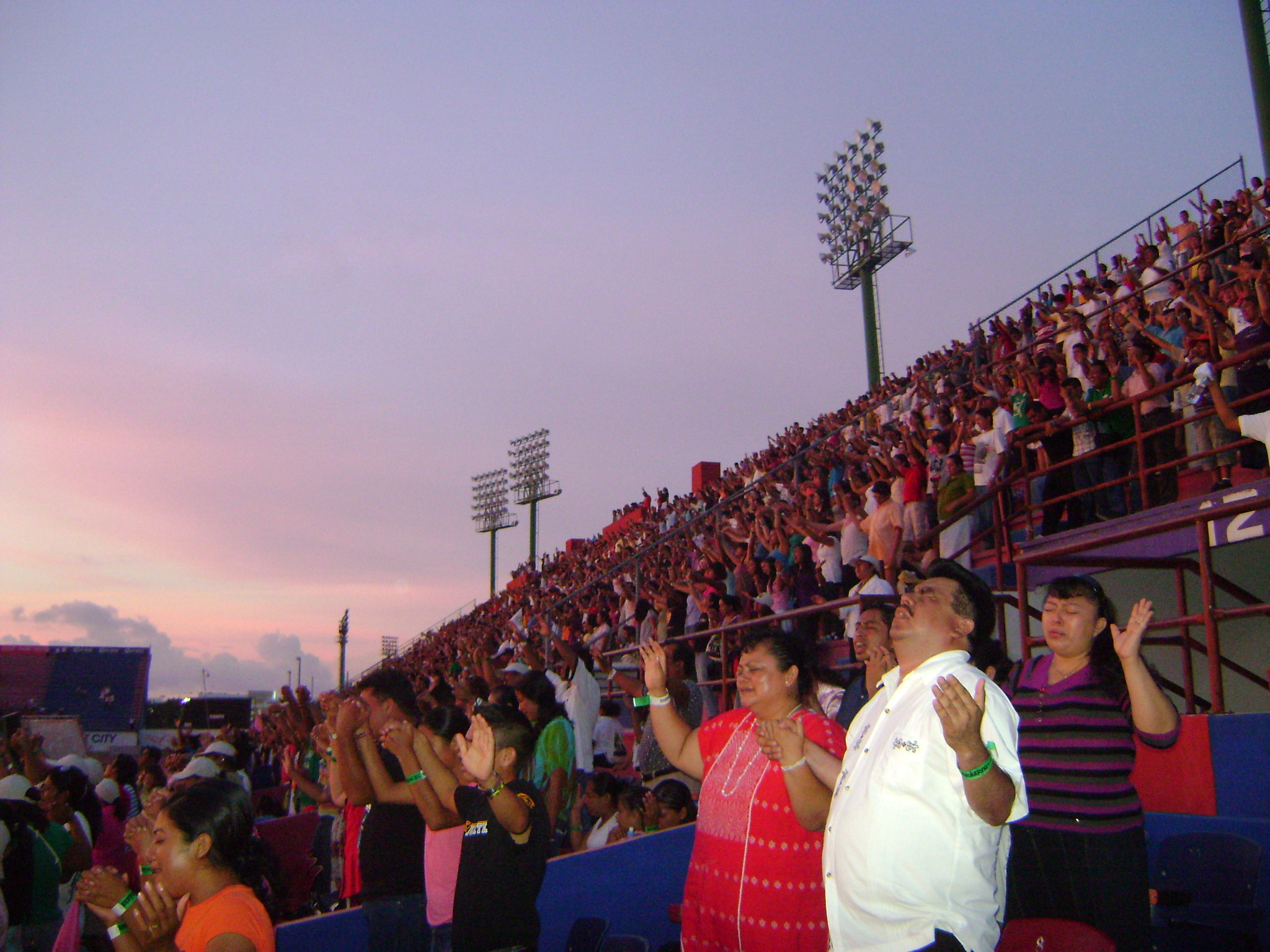
Congreso Nacional Juvenil 2010 en Cancún, México.

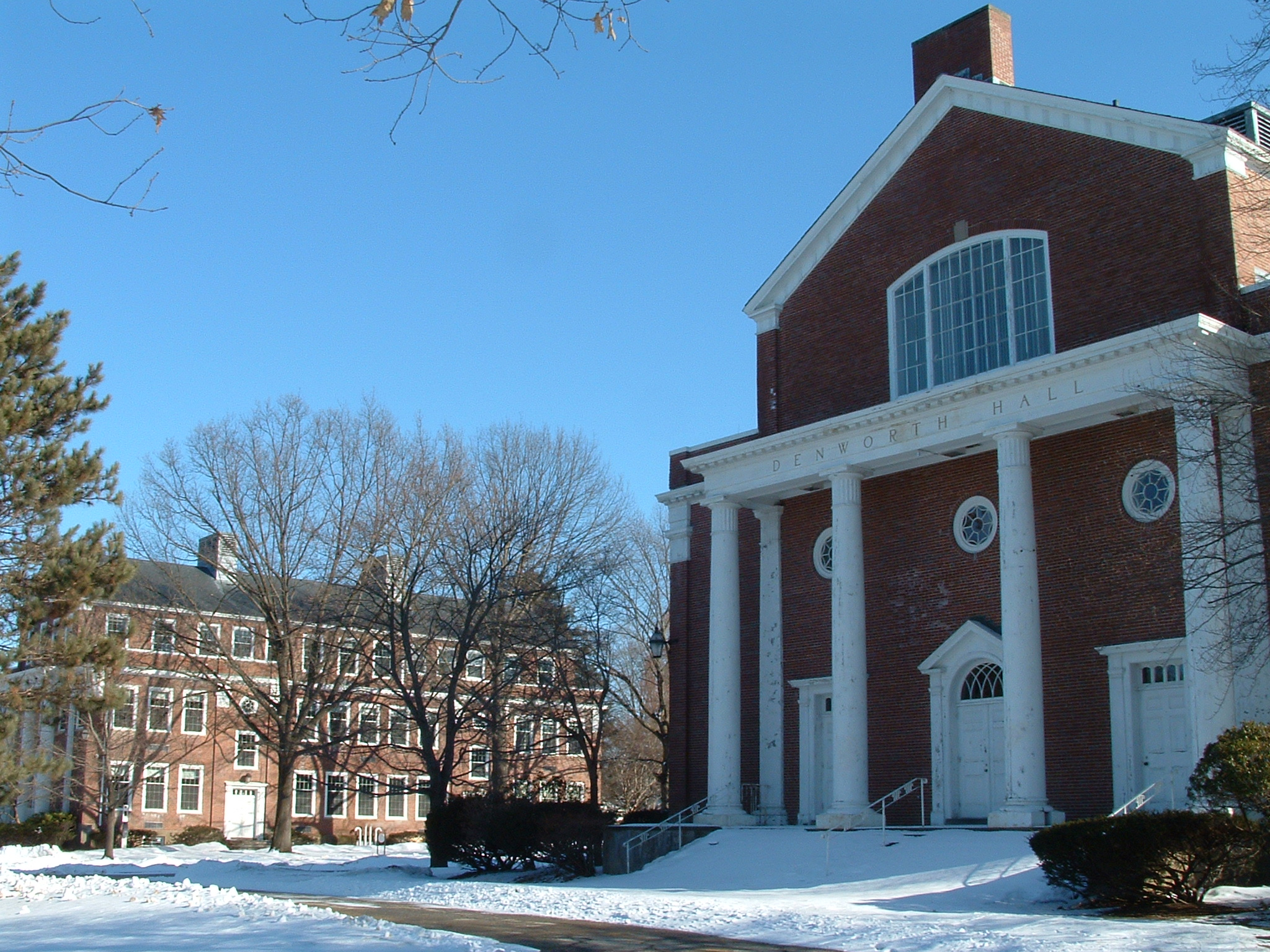
Instituto Bíblico Northpoint Bible College en Haverhill, Massachusetts, para la educación cristiana de ministros.

Además de congresos, confraternidades o alianzas, retiros espirituales y seminarios de capacitación, los concilios de las Asambleas de Dios organizan cada cuatro años una Asamblea Conciliar, en la cual se reúnen los pastores de cada país, los miembros delegados de las iglesias locales, ministros visitantes del extranjero y misioneros. En ella, entre otras cosas, se toman acuerdos, se crean nuevos distritos e institutos bíblicos y se eligen nuevos dirigentes.
También existen los seminarios o institutos bíblicos, instituciones de capacitación religiosa para los miembros activos o en plena comunión destinada a instruir pastores u otros altos cargos dentro del concilio. Los institutos están establecidos en cada distrito del Concilio, algunas veces existen dos o más sedes por distrito, dependiendo de la necesidad.
Los pastores con dos años al menos de experiencia pueden perfeccionarse en los estudios bíblicos durante un año en el Instituto de Superación Ministerial. Además existe la denominada Universidad Global (Global University) y la Facultad de Teología de las Asambleas de Dios, las cuales ofrecen licenciaturas y maestrías en teología.

## Iglesias Grandes de las Asambleas de Dios

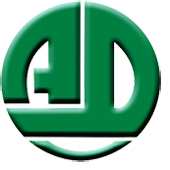
Las Asambleas de Dios del Perú.

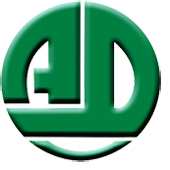
Asambleas de Dios de Colombia.

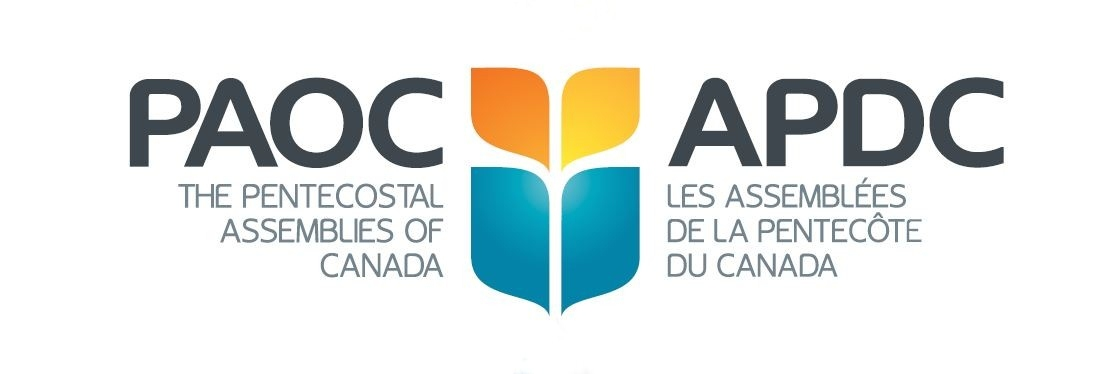
Asambleas de Dios de Canadá.

Un megaiglesia es una iglesia a la que asisten más de dos mil personas durante un fin de semana. A continuación se muestra una lista de las iglesias más grandes de las Asambleas de Dios hasta 2011.
| Megaiglesia | Cantidad de Miembros | Ciudad                 | País          |
| --- | -------------------- | ---------------------- | ------------- |
| Iglesia Rey de Reyes | 25 000               | Buenos Aires           | Argentina     |
| Iglesia del Puente | 10 000               | Buenos Aires           | Argentina     |
| Iglesia Tabernáculo de Adoración | 1 500                | Paquera                | Costa Rica    |
| Iglesia del Evangelio Completo de Yoido | 830 000              | Seúl                   | Corea del Sur |
| Iglesia de la comunidad Paraíso | 6 000                | Adelaida               | Australia     |
| Iglesia Planetshakers | 4 000                | Melbourne              | Australia     |
| Iglesia Oasis de Esperanza de las Asambleas de Dios                                                                                                  | 5 250                | San José               | Costa Rica    |
| Centro Cristiano de Guayaquil | 2 000                | Guayaquil              | Ecuador       |
| Centro Evangelístico de las Asambleas de Dios | 4 000                | Cantón San José        | Costa Rica    |
| Templo Cristiano de las Asambleas de Dios | 3 000                | San Salvador           | El Salvador   |
| Templo Bethel de las Asambleas de Dios | 2 500                | Santa Ana              | El Salvador   |
| 2 500 | Santa Ana            | El Salvador            |               |
| Iglesia Cristiana Josué de las Asambleas de Dios | 3 000                | San Salvador           | El Salvador   |
| Iglesia Cristiana Asambleas de Dios Betel | 3 000                | San Francisco Gotera   | El Salvador   |
| Catedral de la Fe | 25 000               | Buenos Aires           | Argentina     |
| Iglesia Asamblea de Dios Central | 2 000                | San Salvador           | El Salvador   |
| Centro Evangelístico de las Asambleas de Dios | 6 000                | Tegucigalpa            | Honduras      |
| Casa de Oración Cristiana | 2 000                | Panamá                 | Panamá        |
| Iglesia Dimensión Cristiana | 1 500                | San José               | Costa Rica    |
| The Church Latinoamérica | 1 600                | Piedecuesta            | Colombia      |
| Iglesia Cristiana de Restauración Remavid | 7 000                | Bogotá                 | Colombia      |
| Comunidad de Renovación Familiar Hosanna | 12 000               | Managua                | Nicaragua     |
| Centro Cristiano Internacional | 5 000                | Cúcuta                 | Colombia      |
| Comunidad Apostólica Hosanna | 17 000               | Panamá                 | Panamá        |
| Centro Cristiano Nueva Vida | 30 000               | Buenos Aires           | Argentina     |
| Centro Bíblico Internacional | 4 000                | Barranquilla           | Colombia      |
| New Life Covenant AG (AD del Pacto Nueva Vida) | 12 994               | Chicago                | EUA           |
| Templo Calvario | 11 000               | Santa Ana              | EUA           |
| Phoenix First AG (Primera AD Phoenix) | 10 000               | Phoenix                | EUA           |
| James River AG (AD Río James) | 8 716                | Ozark                  | EUA           |
| Aposento Alto (Centro El Sueño Los Ángeles) | 8 975                | Choluteca              | HN            |
| Calvary Church (Iglesia Calvario) | 7 070                | Naperville             | EUA           |
| Radiant Church (Iglesia Radiante) | 6 359                | Surprise               | EUA           |
| First AG Fort Myers (Primera AD Fort Myers) | 6 030                | Fort Myers             | EUA           |
| Timberline Church (Iglesia Timberline) | 5 296                | Fort Collins           | EUA           |
| Iglesia El Calvario | 5 250                | Orlando                | EUA           |
| First AG Life Center (Primera AD Centro de Vida) | 4 811                | Tacoma                 | EUA           |
| Calvary Christian Center (Centro Cristiano Calvario)                                                                                                 | 7 120                | Ormond Beach           | EUA           |
| Sheffield Family Life Center (Centro de Vida Familiar Sheffield)                                                                                     | 5 135                | Kansas City            | EUA           |
| Calvary Temple Worship Center (Centro de Adoración Templo Calvario)                                                                                  | 3 245                | Modesto                | EUA           |
| Capital Christian Center (Centro Cristiano Capital)                                                                                                  | 4 150                | Sacramento             | EUA           |
| People's Church (Iglesia del Pueblo) | 3 010                | Fresno                 | EUA           |
| First AG Griffin (Primera AD de Griffin) | 4 262                | Griffin                | EUA           |
| Trinity Church International (Iglesia de la Trinidad Internacional)                                                                                  | 4 012                | Lake Worth             | EUA           |
| Westover Hills AG (AD Westover Hills) | 4 314                | San Antonio            | EUA           |
| Full Gospel New York Church (Iglesia del Evangelio Completo de Nueva York)                                                                           | 3 800                | Flushing               | EUA           |
| Cornerstone Church of the AG (Iglesia de la Piedra Angular de las AD)                                                                                | 4 024                | Nashville              | EUA           |
| Faith AG (AD Fe) | 3 461                | Orlando                | EUA           |
| Calvary Church AG (Iglesia Calvario AD) | 3 958                | Irving                 | EUA           |
| First AG (Primera AD) | 5 409                | Kahului                | EUA           |
| North Point Church (Iglesia Punto Norte) | 3 935                | Springfield, Misuri    | EUA           |
| First AG (Primera AD) | 3 270                | North Little Rock      | EUA           |
| Christian Life Center (Centro de Vida Cristiana) | 3 000                | Fort Lauderdale        | EUA           |
| Victory Church (Iglesia Victoria) | 3 001                | Lakeland               | EUA           |
| Trinity Church of the AG (Iglesia Trinidad de las AD)                                                                                                | 3 479                | Cedar Hill             | EUA           |
| Christian Life Assembly (Asamblea Vida Cristiana) | 2 820                | Camp Hill              | EUA           |
| First AG (Primera AD) | 3 247                | Visalia                | EUA           |
| First AG (Primera AD) | 2 947                | Concord                | EUA           |
| Mision Ebenezer Family Church (Iglesia Familiar Misión Ebenezer)                                                                                     | 2 750                | Carson                 | EUA           |
| Church of All Nations (Iglesia de Todas Las Naciones)                                                                                                | 2 640                | Boca Ratón             | EUA           |
| River Valley Church (Iglesia de Valle del Río) | 3 385                | Apple Valley           | EUA           |
| Crossroads Community Church (Iglesia Comunidad Crossroads)                                                                                           | 2 953                | Freeport               | EUA           |
| Victory AG Church (Iglesia Victoria AD) | 5 000                | Tucson                 | EUA           |
| Lenexa Christian Center AG (Centro Cristiano AD Lenexa)                                                                                              | 2 500                | Lenexa                 | EUA           |
| Emmanuel Christian Center AG (Centro Cristiano Emmanuel AD)                                                                                          | 2 718                | Mineápolis             | EUA           |
| Victory Christian Center AG (Centro de Victoria Cristiana AD)                                                                                        | 2 362                | Lowellville            | EUA           |
| Bethel Temple AG (Templo Bethel AD) | 2 613                | Hampton, Virginia      | EUA           |
| Faith AG (AD Fe) | 2 305                | Summerville            | EUA           |
| Victorious Life AG (AD Vida Victoriosa) | 2 428                | Wesley Chapel          | EUA           |
| Mount Hope Church and International Outreach Ministries (Iglesia Montaña de Esperanza)                                                               | 2 462                | Lansing                | EUA           |
| People's Church (Iglesia del Pueblo) | 3 265                | Oklahoma City          | EUA           |
| Grand Rapids First AG (Primera AD de Grandes Rápidos)                                                                                                | 2 370                | Grand Rapids, Míchigan | EUA           |
| Crossroads Church (Iglesia Cruce de Caminos) | 2 400                | Lafayette              | EUA           |
| Glad Tidings AG (AD Buenas Noticias) | 2 689                | Reading                | EUA           |
| Casa Del Rey | 2 200                | Albuquerque            | EUA           |
| Christian Life Center (Centro de Vida Cristiana) | 2 292                | Dayton, Ohio           | EUA           |
| Oak Creek AG (AD Arroyo del Roble) | 2 229                | Oak Creek              | EUA           |
| New Life Church at Renton (Iglesia Nueva Vida en Renton)                                                                                             | 2 733                | Renton                 | EUA           |
| Bethel Church of San Jose (Iglesia Bethel de San José)                                                                                               | 2 175                | San José               | EUA           |
| Newlife Church on the Peninsula (Iglesia Nueva Vida de la Península)                                                                                 | 2 311                | Silverdale, Washington | EUA           |
| Bonita Valley Community Church (Iglesia de la Comunidad Valle Bonita)                                                                                | 2 063                | Bonita                 | EUA           |
| First AG (Primera AD) | 2 113                | Kenosha                | EUA           |
| AG (AD) | 2 011                | Covina                 | EUA           |
| Church of Hope (Iglesia de Esperanza) | 2 237                | Sarasota               | EUA           |
| Scottsdale First Assembly Dream Center (Primera Asamblea de Scottsdale)                                                                              | 2 000                | Scottsdale, Arizona    | EUA           |
| First AG (Primera AD Cedar) | 2 000                | Cedar Rapids           | EUA           |
| First AG (Primera AD) | 2 395                | Rockford               | EUA           |
| International Church of Las Vegas (Iglesia Internacional de las Vegas)                                                                               | 3 600                | Las Vegas              | EUA           |
| West End AG (AD West End) | 2 100                | Richmond               | EUA           |
| Trinity AG (AD de la Trinidad) | 3 596                | North Miami            | EUA           |
| Family Community Church (Iglesia de la Comunidad Familiar)                                                                                           | 3 365                | San José               | EUA           |
| The Oaks Fellowship (La Fraternidad de Oaks) | 2 632                | Red Oak                | EUA           |
| Hope Fellowship of the AG (La Fraternidad de la Esperanza de las AD)                                                                                 | 2 327                | Frisco, Texas          | EUA           |
| Newbreak Church (Iglesia Newbreak) | 2 171                | San Diego              | EUA           |
| First AG (Primera AD) | 2 040                | Cape Girardeau         | EUA           |
| Manassas AG (AD Manasés) | 2 016                | Bristow, Virginia      | EUA           |
| Iglesia Bíblica Emmanuel (Fraternal de las Asambleas de Dios)                                                                                        | 7 800                | Lima                   | Perú          |
| Igreja Evangélica Assembleia de Deus Grande Templo (Iglesia Evangélica Asamblea de Dios Grande Templo)                                               | 22 000               | Cuiabá                 | Brasil        |
| Igreja Evangélica Assembleia de Deus de Pernambuco, Templo Central Recife (Iglesia Evangélica Asamblea de Dios de Pernambuco, Templo Central Recife) | 3 000                | Recife                 | Brasil        |
| Igreja Evangélica Assembleia de Deus Grande Templo em Ribeirão Preto (Iglesia Evangélica Asamblea de Dios Grande Templo en Ribeirão Preto)           | 3 000                | Ribeirão Preto         | Brasil        |
| Assembleia de Deus Vitória em Cristo em Curitiba (Asamblea de Dios Victoria en Cristo en Curitiba)                                                   | 3 000                | Curitiba               | Brasil        |
| Igreja Evangélica Assembleia de Deus, Ministério do Belém (Iglesia Evangélica Asamblea de Dios Ministerio de Belén)                                  | Más de 2 000         | São Paulo              | Brasil        |
| Iglesia Casa de Oración | 900                  | San Diego              | Venezuela     |

Iglesia Evangélica Pentecostés Casa de Dios. (Mirimire-Falcon Venezuela)

## Presencia internacional
La Fraternidad Mundial de las Asambleas de Dios está integrada por las siguientes 140 organizaciones nacionales.

## Controversias
En 1916, el pastor estadounidense F. F. Bosworth, miembro fundador de la organización, criticó la Declaración de verdades fundamentales de las Asambleas de Dios por su postura excesiva sobre la glossolalia como una «señal inicial» obligatoria del bautismo del Espíritu Santo y lo dejó en 1918. Al revisar la declaración de 1918, los líderes calificaron la declaración de fe para ser entendida como la «señal física inicial» del bautismo del Espíritu Santo.